# Mayerling (película de 1968)
Mayerling es una película histórica franco-británica de 1968 que cuenta la historia de amor del príncipe heredero austríaco Rodolfo de Habsburgo y su amante María Vetsera. Dirigida por Terence Young, está protagonizada por Omar Sharif y Catherine Deneuve. La novela del mismo nombre de Claude Anet y la novela L'Archiduc de Michel Arnold sirvieron como modelos literarios.

## Argumento
Viena, 1888: El futuro regente de la monarquía dual austrohúngara, el príncipe heredero Rodolfo, se peleó con su padre, el emperador Francisco José. Francisco José está en contra de las reformas sociales progresistas y los húsares sofocan las revueltas estudiantiles. Rodolfo, que considera urgentes las reformas necesarias para el estado multiétnico y simpatiza con los insurgentes, tiene la sensación de que nació en el momento equivocado y en el país equivocado. También sufre por su matrimonio arreglado con la princesa heredera Estefanía. Frustrado, sucumbe cada vez más a su adicción a la morfina y corre de una aventura amorosa a otra.
Un día, Rodolfo se encuentra con María Vetsera frente a un teatro de marionetas en Wurstelprater. Van a un café y bailan juntos. Cuando María ve a su madre, detiene el baile abruptamente y se va. Rodolfo luego se encuentra con un grupo de hombres y el conde Károlyi, que aspira a la independencia húngara. En el jardín de invierno del Palacio de Schönbrunn, Rodolfo saluda a su madre Isabel y expresa su pesar por el hecho de que haya viajado tanto y que rara vez se vean. Cuando Isabel habla de la depresión y locura hereditara en la familia Habsburgo, Rodolfo se enfada y la deja. A continuación, en la estación de tren, recibe al heredero del trono británico, el príncipe Eduardo, quien le confiesa que una vez estuvo enamorado de Isabel. En una representación del ballet Giselle en la Ópera Estatal de Viena, Rodolfo descubre a María en un palco y la mira fascinado a través de sus prismáticos. Finalmente es la prima de Rodolfo, la condesa Larisch, quien organiza un encuentro secreto entre los dos y lleva a María al Hofburg, donde Rodolfo ya la está esperando. Habiéndose enamorado de verdad por primera vez, Rodolfo cree que junto con María finalmente puede dejar atrás su miserable vida.
Después de un intento de asesinato contra Francisco José, encarga a su hijo que inspeccione el ejército. Rodolfo cumple la tarea y se encuentra con María al lado. Cuando su aventura amenaza con provocar un escándalo, la madre de María, la baronesa Helene Vetsera, organiza la salida de María de Viena. Al enterarse de la partida de María, Rudolf se emborracha y dispara indiscriminadamente a objetos con su pistola. Su amante de toda la vida, Mizzi Kaspar, se reúne con él y se acuesta con él. Sin embargo, él no quiere dormir y la deja. En Venecia, Rudolf encuentra a María pintando en la Plaza de San Marcos. De vuelta en Viena, Francisco José está furioso porque Rudolph ha viajado a Venecia sin su permiso. Habla enérgicamente en contra de una relación con María y los hijos ilegítimos resultantes. Rodolfo y María luego participan en una cacería con el príncipe Eduardo en el castillo de Mayerling. Aquí Rodolfo se encuentra nuevamente con el conde Károlyi, quien le informa sobre una próxima manifestación en Budapest. Para evitar una guerra civil, Rodolfo se convertirá en rey de Hungría.
María y la madre de Rodolfo, Isabel, se encuentran en el Palacio de Schönbrunn. Isabel siente simpatía por María y le aconseja que se vaya de Viena para no volverse infeliz como ella. Cuando Rodolfo le pide a María que baile en un baile frente a la sociedad de la corte reunida, su esposa, la princesa heredera Estefanía, se indigna. Su suegro lo acepta a regañadientes. Después del baile, hasta Isabel le reprocha a su hijo haber puesto en peligro la reputación de su familia. Pero Rodolfo está cansado de tener que ocultar su amor por María. Está decidido a casarse con ella y tener hijos con ella. Sin embargo, cuando arrestan al conde Károlyi y Rodolfo queda expuesto como simpatizante de los rebeldes, Rodolfo y María ya no tienen ninguna esperanza de un futuro juntos. El uno sin el otro y sin perspectivas de progreso social, Rodolfo y Maria no quieren seguir viviendo. Hacen un pacto suicida, que ponen en práctica en el castillo de Mayerling: Rodolfo primero le dispara a María mientras ella duerme en su cama, le abre brevemente la puerta a su ansioso ayuda de cámara Loschek y luego, mientras sostiene la mano de María, se dispara una bala en la cabeza.

## Reparto
- Omar Sharif como el príncipe heredero Rodolfo de Habsburgo.
- Catherine Deneuve como la baronesa María Vetsera.
- James Mason como el emperador Francisco José.
- Ava Gardner como la emperatriz Isabel.
- James Robertson Justice como el príncipe de Gales.
- Geneviève Page como la condesa Larisch.
- Andréa Parisy como la princesa Estefanía.
- Ivan Desny como el conde Josef Hoyos.
- Fabienne Dali como Mizzi Kaspar.
- Véronique Vendell como Lisl Stockau.
- Howard Vernon como el príncipe Montenuovo.
- Irene von Meyendorff como la condesa Stockau.
- Mony Dalmes como la baronesa Helen Vetsera.
- Bernard Lajarrige como Loschek.
- Maurice Teynac como Moritz Szeps.
- Charles Millot como el conde Taafe.
- Jacques Berthier como Archiduque Jean Salvator.
- Roger Pigaut como el conde Karolyi.
- Lyne Chardonnet como Hannah Vetsera.
- Moustache como Bratfisch.
- Roger Lumont como el inspector Losch.
- Jacqueline Lavielle como Marinka.
- Alain Saury como Baltazzi.
- Jean-Claude Bercq como Miguel de Braganza.
- Jean-Michel Rouzière
- Jacques Ciron
- Liane Daydé
- Friedrich von Ledebur

## Producción

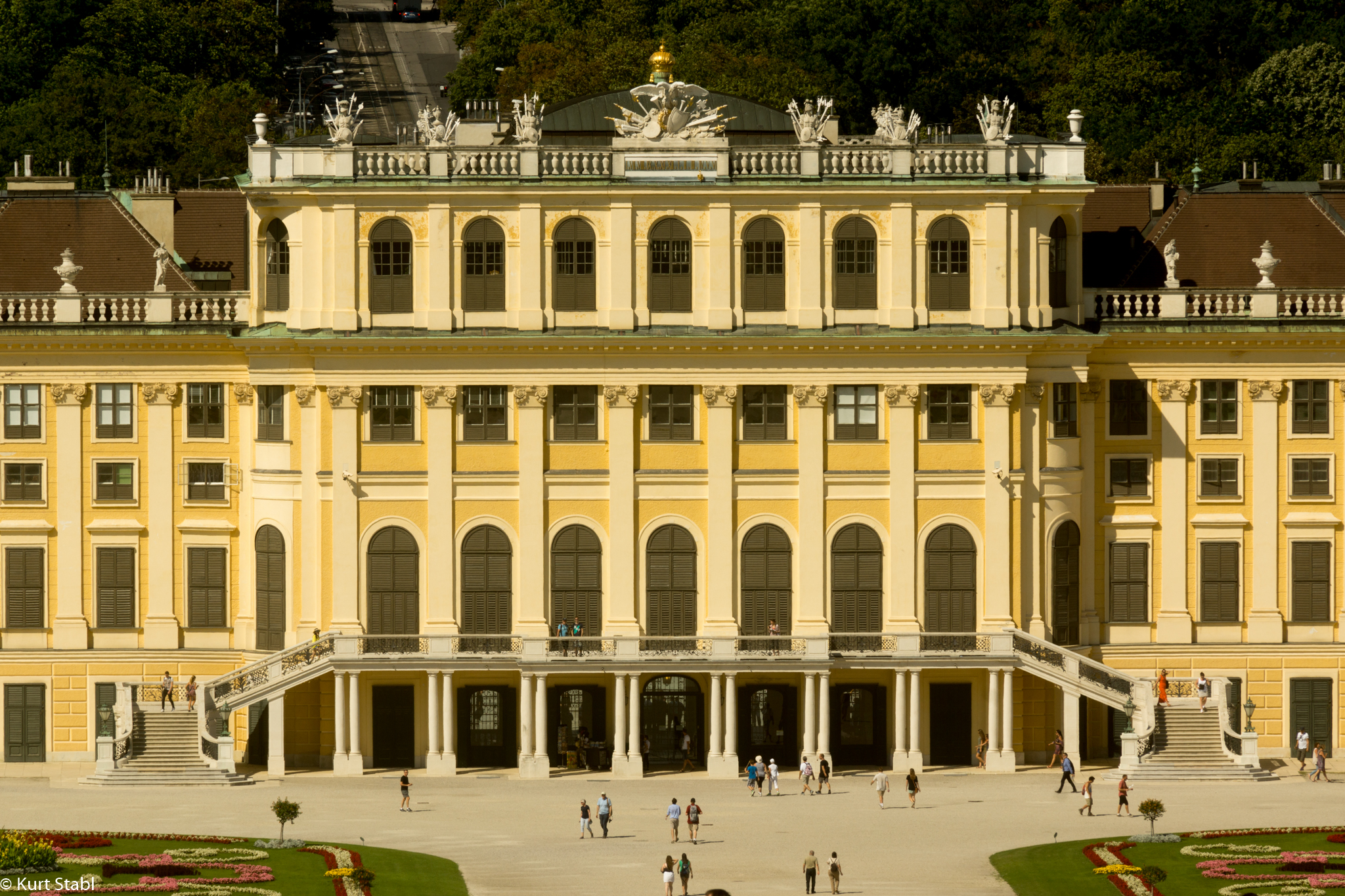
Palacio de Schönbrunn en Viena, lugar de rodaje de la película.

El rodaje tuvo lugar entre diciembre de 1967 y febrero de 1968 en los estudios de cine de Boulogne-Billancourt y en localizaciones originales de Venecia y Viena. En Viena, la película se rodó frente al Hofburg y en el Palacio de Schönbrunn, entre otros lugares. Uno de los lugares de rodaje fue también el vestíbulo del antiguo Franz-Josefs-Bahnhof.
El director Terence Young intentó una nueva versión de la película del mismo nombre de Anatole Litvak de 1936. El equipo de marido y mujer, Mel Ferrer y Audrey Hepburn, originalmente estaban programados para interpretar los papeles principales después de filmar una adaptación televisiva de la historia en 1957. Mayerling fue diseñado por Georges Wakhevitch, Maurice Colasson y Tony Roman. El vestuario fue diseñado por Marcel Escoffier. La película se estrenó en Londres el 22 de octubre de 1968. En Alemania llegó el 20 de diciembre de 1968 en los cines.

## Recepción
El Lexikon des internationalen Films opinaba que Mayerling había ideado la «tragedia del príncipe heredero austríaco Rodolfo y su amante [a] una espectacular adaptación cinematográfica à la Sissi» y como tal había intentado «retratar al heredero al trono como un luchador fallido contra el 'sistema' y retratando la ceguera a la autoridad». Sin embargo, la película fue «acríticamente glorificante». «La pompa y los clichés asfixian a los personajes», decía la revista de cine Cinema. El hecho de que Ava Gardner encarne a la madre de Omar Sharif, que tiene diez años menos, también le pareció «increíble» a la revista. La conclusión de la película fue: «Un amor a la muerte en un ambiente lujoso».
El Evangelische Filmbeobachter llegó a la conclusión de que la película era más «[un] espectáculo cinematográfico emotivo y lujoso» que un «informe sobrio». Era, «a pesar del estrecho campo de visión», sin embargo, «hermosa como todas las historias de amor». Afirmó también que elenco es notable.

## Premios
Mayerling fue nominada a la Mejor Película Extranjera en los Globos de Oro de 1970, pero el premio fue finalmente ganado por la película musical de Richard Attenborough Oh! What a Lovely War.